# Robert von Massow
Robert August Valentin Albert Reinhold von Massow (26 tháng 3 năm 1839 tại Gumbin – 16 tháng 12 năm 1927 tại Wiesbaden) là một Thượng tướng Kỵ binh Phổ, đồng thời là Chủ tịch Tòa án Quân sự Đế quốc Đức. Ông đã từng tham chiến trong cuộc Chiến tranh Bảy tuần với Áo năm 1866 và cuộc Chiến tranh Pháp-Đức (1870 – 1871), và được nhận một số huân chương của Phổ vì những cống hiến của mình.

## Tiểu sử

### Thân thế
Robert là con trai của gia đình quý tộc cổ Massow vùng Pommern. Ông là con trai của chủ thái ấp và thị thần (Kammerherr) Phổ August Karl Valentin von Massow (1799 – 1882) với người vợ của ông này là bà Ehefrau Wilhelmine Marie, nhũ danh von Glasenapp (1816 – 1873). Ông sinh vào tháng 3 năm 1839 tại điền trang Gumbin ở Stolp.

### Sự nghiệp quân sự
Thuở trẻ, Massow học tại trường Trung học Chính quy Realgymnasium ở Danzig, sau đó ông nhập học các trường thiếu sinh quân tại Kulm và Berlin. Về sau, vào ngày 2 tháng 5 năm 1857, ông nhập ngũ trong Trung đoàn Thương kỵ binh Cận vệ số 1 của quân đội Phổ với cấp hàm Danh dự (Charakter) Chuẩn úy. Sau khi được thăng quân hàm Thiếu úy, ông được đổi sang Trung đoàn Phóng lựu số 12. Bốn năm sau, vào mùa hè năm 1863, Massow, vốn đã chuyển sang lực lượng dân binh trước đó, xin được di cư đến Bắc Mỹ. Tại đây, ông muốn tham chiến cho phe Liên minh miền Nam trong cuộc Nội chiến Hoa Kỳ (1861 – 1865).
Sau khi ông đặt chân đến New York vào ngày 4 tháng 7 năm 1863, Massow hành trình đến miền Nam. Tuy nhiên, yêu cầu gia nhập quân đội Liên minh của ông bị khước từ. Duy chỉ có bức thư tiến cử do người đồng hương của ông là Heros von Borcke gửi tướng James Ewell Brown Stuart đã khiến cho Massow được sung vào một đơn vị do tướng John S. Mosby chỉ huy. Cùng với đơn vị này, ông đã chiến đấu trong nhiều trận đánh, cho đến khi bị bắn trọng thương vào phổi gầ Dransville vào ngày 22 tháng 2 năm 1864. Phải sau nửa năm chữa trị thì vết thương của ông mới lành lặn, và Massow, không còn được trở lại phục vụ tại ngũ cho Liên minh nữa, đã quay về Đức vào mùa xuân năm 1865.
Năm sau (1866), khi cuộc Chiến tranh Bảy tuần với Áo bùng nổ, Massow đã có sẵn ngay lập tức để phục vụ quân đội Phổ và được giao một chức vụ trong lực lượng kỵ binh dân quân của Quân đoàn III vào ngày 29 tháng 6 năm 1866. Chỉ ba ngày sau đó, ông được chuyển vào Trung đoàn Long kỵ binh Dân quân Trừ bị. Tuy nhiên, trong suốt cuộc chiến tranh, Massow không hề tham gia giao chiến. Vào ngày 14 tháng 7 năm 1866, theo ý nguyện của bản thân ông, Massow được đổi vào lực lượng phục vụ tại ngũ và được sung vào Trung đoàn Long kỵ binh số 11, đóng trại tại Belgard. Phục vụ được một năm, ông được lên chức sĩ quan phụ tá trung đoàn và được thăng cấp bậc Trung úy vào ngày 22 tháng 3 năm 1868. Với cấp hàm này, vào ngày 14 tháng 10 năm 1869, ông được điều đến Stettin để đảm nhiệm chức sĩ quan phụ tá của Lữ đoàn Kỵ binh số 3. Trong cuộc tổng động viên khởi đầu cuộc Chiến tranh Pháp-Đức (1870 – 1871), Massow ban đầu tham gia Bộ Tham mưu của Sư đoàn Kỵ binh số 1, nhưng ngay sau đó ông được cử vào Lữ đoàn Kỵ binh Trừ bị số 1 với chức vụ sĩ quan phụ tá vào ngày 13 tháng 8 năm 1870. Cùng với đơn vị này, ông chiến đấu trong các trận đánh và vây hãm ở Colombey, Strasbourg (Straßburg), Ognon, gần Longeau, Villersexel và Pontarlier. Đồng thời, do những thành tích của mình, vị Trung úy được trao tặng Huân chương Thập tự Sắt hạng II vào ngày 5 tháng 11 năm 1870. Đến tháng 3 năm 1871, ông được ủy nhiệm làm sĩ quan phụ tá của Lữ đoàn Kỵ binh số 31 mới được thành lập. Tuy nhiên, Massow chỉ giữ cương vị này có vài tuần, cho đến khi ông được lên cấp hàm Trưởng quan kỵ binh (Rittmeister) và đồng thời lãnh chức đội trưởng một đội kỵ binh trong Trung đoàn Long kỵ binh số 19 Oldenburg vào ngày 27 tháng 5 năm 1871 sau khi cuộc chiến tranh chấm dứt với đại thắng của Phổ và đồng minh Đức. Đến ngày 19 tháng 9 năm 1871, ông lại được phong tặng Huân chương Thập tự Sắt hạng I.
Gần 5 năm sau, vào ngày 8 tháng 1 năm 1876, Massow gia nhập Trung đoàn Thương kỵ binh số 9 Pommern số 2 và trong đơn vị này, ông được điều đi công tác ở Posen, nơi ông lãnh chức sĩ quan phụ tá của Bộ Tổng Chỉ huy ( Generalkommando) Quân đoàn V. Năm sau (1876), vào ngày 22 tháng 11, ông được đổi vào Bộ Tổng tham mưu ở kinh đô Berlin, nơi ông hoạt động trong Bộ phận Hỏa xa và tại đây, vào ngày 25 tháng 1 năm 1878, ông được thăng cấp hàm Thiếu tá. Kể từ tháng 12 năm 1879 cho tới tháng 4 năm 1882, Massow tham gia Bộ Tham mưu của Sư đoàn số 3, tiếp theo đó ông tham gia Bộ Tham mưu của Quân đoàn Vi kể từ giữa tháng 12 năm 1882 rồi gia nhập Bộ Tham mưu Quân đoàn III từ giữa tháng 4 năm 1884. Với hiệu lực kể từ ngày 15 tháng 4 năm 1884, ông trở lại phục vụ Bộ Tổng tham mưu, đồng thời được bổ nhiệm vào Trung đoàn Long kỵ binh Cận vệ số 2 "Hoàng hậu Alexandra của Nga". Tiếp sau đó, vào ngày 14 tháng 2 năm 1885, Massow được ủy nhiệm chức Trung đoàn trưởng Trung đoàn Long kỵ binh số 2 Brandenburg số 1, đóng quân tại Schwedt, và được lên chức Thượng tá vào ngày 14 tháng 7 năm 1885. Sau hai năm chỉ huy trung đoàn, ông từ bỏ chức vụ này, rồi trở thành Trưởng Bộ phận Kỵ binh trong Bộ Chiến tranh. Ngoài ra, kể từ ngày 24 tháng 2 năm 1887, Massow cũng là thành viên Ủy ban Xét duyệt và Quyết định ban hành một Điều lệ dã chiến (tiếng Đức: Kommission zur Prüfung und Feststellung einer Felddienstordnung). Năm sau, theo yêu cầu của bản thân ông, ông rời khỏi chức vụ của mình trong Bộ Chiến tranh vào ngày 16 tháng 4 năm 1888, rồi được giao quyền chỉ huy Trung đoàn Thương kỵ binh Cận vệ số 2. Đến ngày 4 tháng 8 năm 1888, ông được thăng hàm Đại tá, rồi được lĩnh tạm quyền chỉ huy Lữ đoàn Kỵ binh số 25 (Đại Công quốc Hessen) ở Darmstadt vào ngày 16 tháng 4 năm 1889 và được thụ phong Lữ đoàn trưởng vào ngày 14 tháng 7 năm 1889. Trong thời gian ông đóng quân tại Darmstadt, Massow được thăng quân hàm Thiếu tướng vào ngày 15 tháng 12 năm 1890. Gần 4 năm sau, vào ngày 14 tháng 5 năm 1894, ông được điều đến Strasbourg, đồng thời được lên cấp hàm Trung tướng, và tại đây ông trở thành Sư đoàn trưởng Sư đoàn số 30.
Kể từ ngày 5 tháng 4 năm 1898, Massow là Tướng tư lệnh Quân đoàn IX và trên cương vị này, ông được thăng chức Thượng tướng Kỵ binh vào ngày 22 tháng 3 năm 1899. Ngày 20 tháng 10 năm 1903, ông được điều đến Charlottenburg để đảm đương công việc cho viên Chủ tịch Tòa án Quân sự Đế chế đang lâm bệnh. Chỉ 9 ngày sau, ông được ủy nhiệm làm Chủ tịch Tòa án binh, đồng thời được chuyển vào ngạch Sĩ quan Trừ bị à la suite (Offizieren à la suite der Armee). Sau gần 3 năm làm Chủ tịch Tòa án binh, ông đã từ chức do Đức hoàng can thiệt vào một trong những phán quyết của ông. Vào ngày 21 tháng 9 năm 1906, Massow xuất ngũ (zur Disposition, rời ngũ nhưng sẽ được động viên khi có chiến tranh) với một khoản lương hưu, đồng thời được phong danh hiệu à la suite của Trung đoàn Long kỵ binh số 2 Brandenburg số 1.
Do những cống hiến lâu năm của ông, Massow được phong chức Kinh nhật giáo sĩ vùng Brandenburg an der Havel vào năm 1906 và được ủy nhiệm làm đại biểu Nhà thờ chính tòa Brandenburg trong Viện Quý tộc Phổ. Ông từ trần ở Wiesbaden vào tháng 12 năm 1927.

### Gia quyến
Vào ngày 10 tháng 1 năm 1868, tại Berlin, Massow kết hôn lần thứ nhất với Martha von Loeper (18 tháng 10 năm 1848 tại điền trang Nessin – 5 tháng 9 năm 1872 tại Kolberg), con gái của địa chủ Johann von Loeper, chủ điền trang Nessin, với bà Emilie Steffenhagen. 3 năm sau khi bà von Loeper qua đời, ông tái giá tại Oldenburg (Oldenburg) vào ngày 18 tháng 11 năm 1875 với người phụ nữ góa chồng Elisabeth Luise Henriette Sophie, quả phụ von Trotta, nhũ danh Freiin von und zu Egloffstein (19 tháng 12 năm 1846 tại Oldenburg – 27 tháng 10 năm 1919 tại Wiesbaden), con gái của viên Thị thần (Kammerherr) Đại Công quốc Oldenburg Julius Freiherr von und zu Egloffstein, Trung tướng và Tướng phụ tá xứ Oldenburg, với bà Sophie Freiin von Pretlack. Trước cuộc hôn nhân, cả hai người đều đã có hai mụn con, và họ có với nhau ba người con. Một người con gái của Massow đã thành hôn với doanh nhân người Hamburg Alexander von Oesterreich. Người con trai út của họ là diễn viên, đạo diễn và tác giả Axel von Ambesser (tên khai sinh: Axel Eugen Alexander von Oesterreich).
Người con trai trưởng của ông trong cuộc hôn nhân đầu tiên là Ewald Robert Valentin von Massow (17 tháng 4 năm 1869 tại Belgard a. d. Persante – 12 tháng 10 năm 1942 tại Berlin), một Trung tướng Đế quốc Đức, sau này là Thiếu tướng SS (SS-Gruppenführer) và là Chỉ huy trưởng Bộ Chỉ huy Đế chế của Đảng Quốc xã.

## Phong thưởng
- Huân chương Vương miện hạng I vào ngày 16 tháng 1 năm 1898
- Đại Thập tự của Huân chương Đại bàng Đỏ đính kèm Bó sồi vào ngày 18 tháng 1 năm 1901
- Huân chương Đại bàng Đen vào ngày 1 tháng 1 năm 1905.